# If Music Were Real
If Music Were Real è il secondo album del duo comico di You Tuber Smosh, costituito da Anthony Padilla e Ian Hecox. Pubblicato il 10 novembre 2011, a differenza del precedente è costituito solo da canzoni appartenenti ai video dei due e non contiene quindi tracce originali ad eccezione di quella introduttiva e di quella finale.
Il titolo dell'album è dovuto a una webserie avviata nel 2010 dagli Smosh: "If ___ Were Real" ("Se ___ fosse reale") in cui il duo si poneva la suddetta domanda (variando il soggetto) ed immaginava un mondo surreale in cui la tal cosa era vera.

## Tracce
1. If Music Were Real (Intro)
2. The Legend of Zelda Rap
3. Meat In Your Mouth
4. Hardcore Max 2
5. Most Epic Vacation Ever (Cannon Penis)
6. Segway Polo
7. Boxman's Girlfriend
8. Boxman for President
9. Boxman's Happy Song
10. Boxman 2.0
11. I Heart Burgers
12. Happy Cow
13. Anthony's Gone (Creed)
14. If Music Were Real (Outro)